# Tragacantha mollis
Tragacantha mollis là một loài thực vật có hoa trong họ Đậu. Loài này được (Kunth) Kuntze miêu tả khoa học đầu tiên năm 1891.